# Desa Kertosari (administrativ by i Indonesien, Jawa Timur, lat -8,18, long 113,76)
Desa Kertosari är en administrativ by i Indonesien.   Den ligger i provinsen Jawa Timur, i den sydvästra delen av landet, 800 km öster om huvudstaden Jakarta.